# Repose-pied

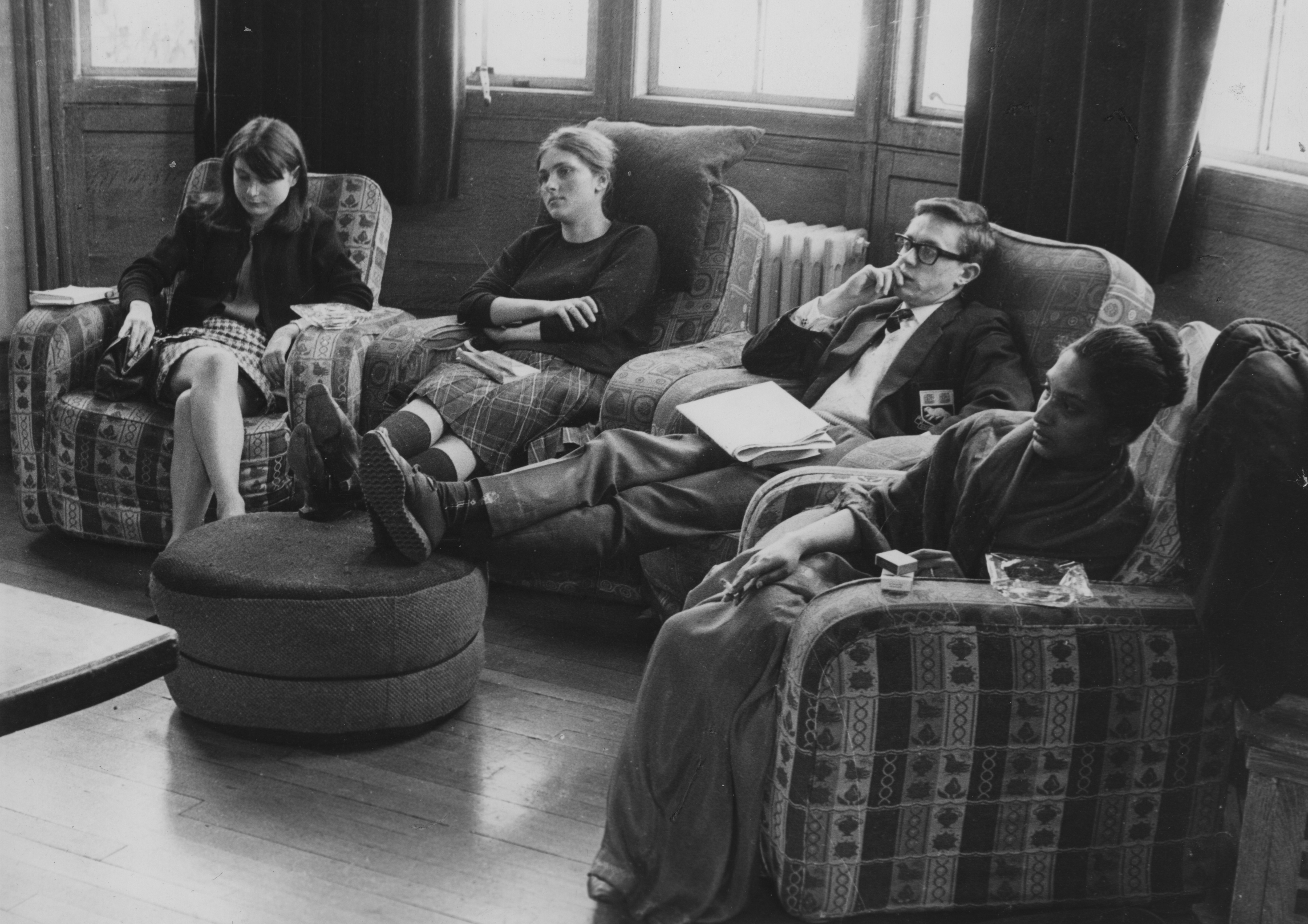
Étudiants écoutant de la musique, 1964

Un repose-pied (pluriel : repose-pieds) est un meuble ou un support utilisé pour surélever le pied. Il existe deux principaux types de repose-pieds, que l'on peut classer en deux grandes catégories : ceux qui sont conçus pour le confort et ceux qui sont conçus pour la fonction.

## Confort
Ce type de repose-pied est utilisé pour apporter du confort à une personne assise, par exemple, dans un fauteuil ou un canapé. Il s'agit généralement d'un tabouret court, large et à quatre pieds. Le dessus peut être tapissé et rembourré dans un tissu ou une peau d'animal, comme le cuir. Ce type de repose-pied peut également être appelé un ottoman. Il permet à la personne assise de poser ses pieds dessus, en soutenant les jambes à un niveau essentiellement horizontal, d'où le terme alternatif de repose-pied. Les repose-pieds de qualité supérieure sont réglables en hauteur.

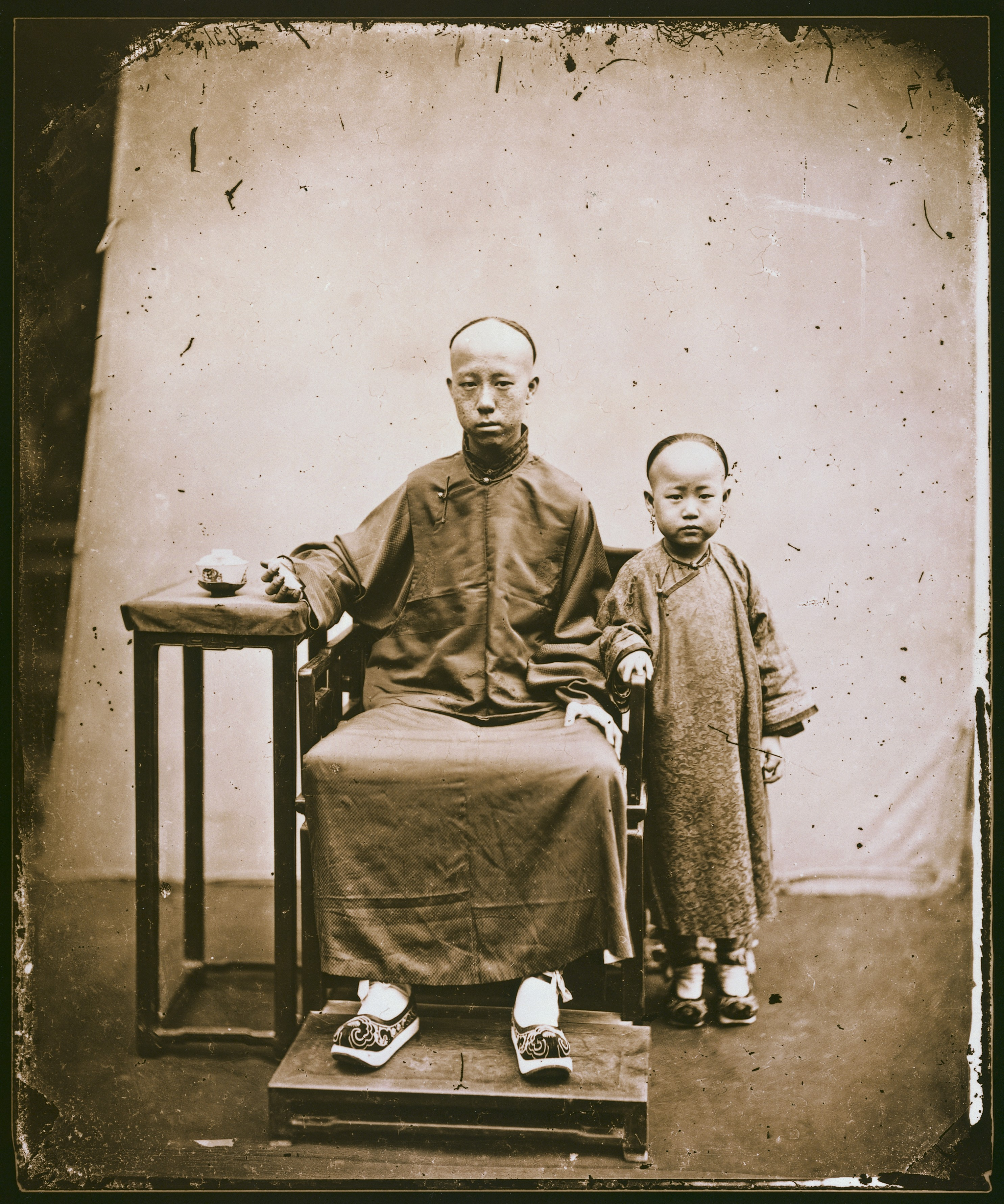
Canton, 1869
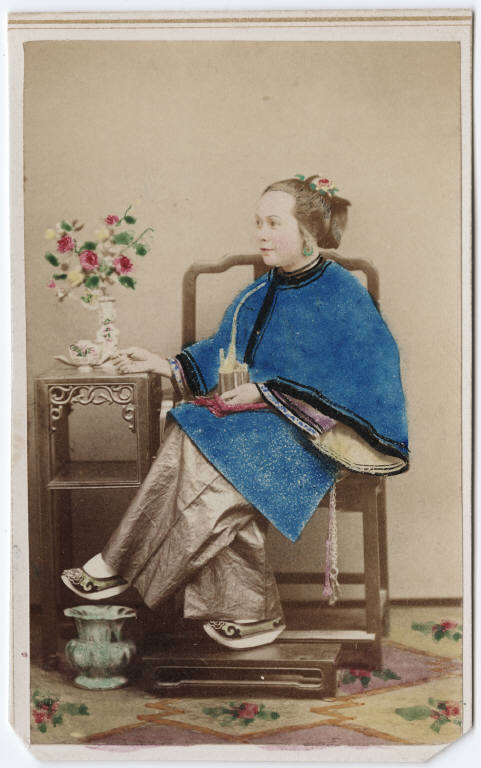
Date inconnue
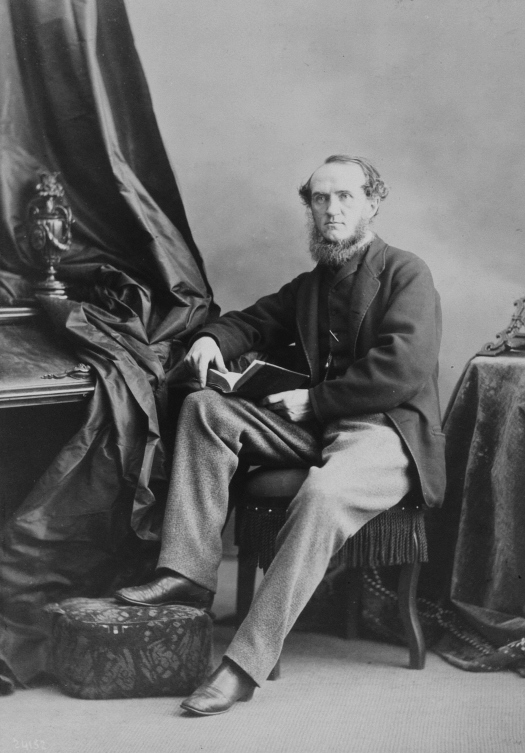
Autoportrait de William Notman
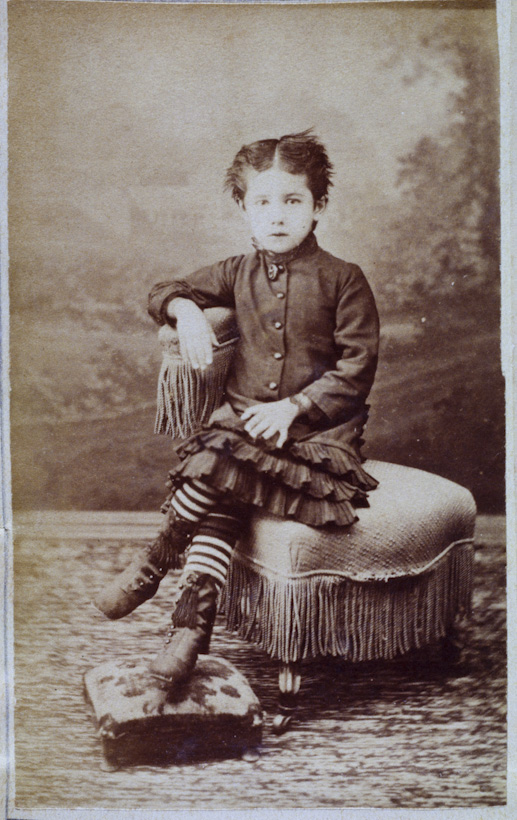
Photo faite par Militão Augusto de Azevedo (en), 1880
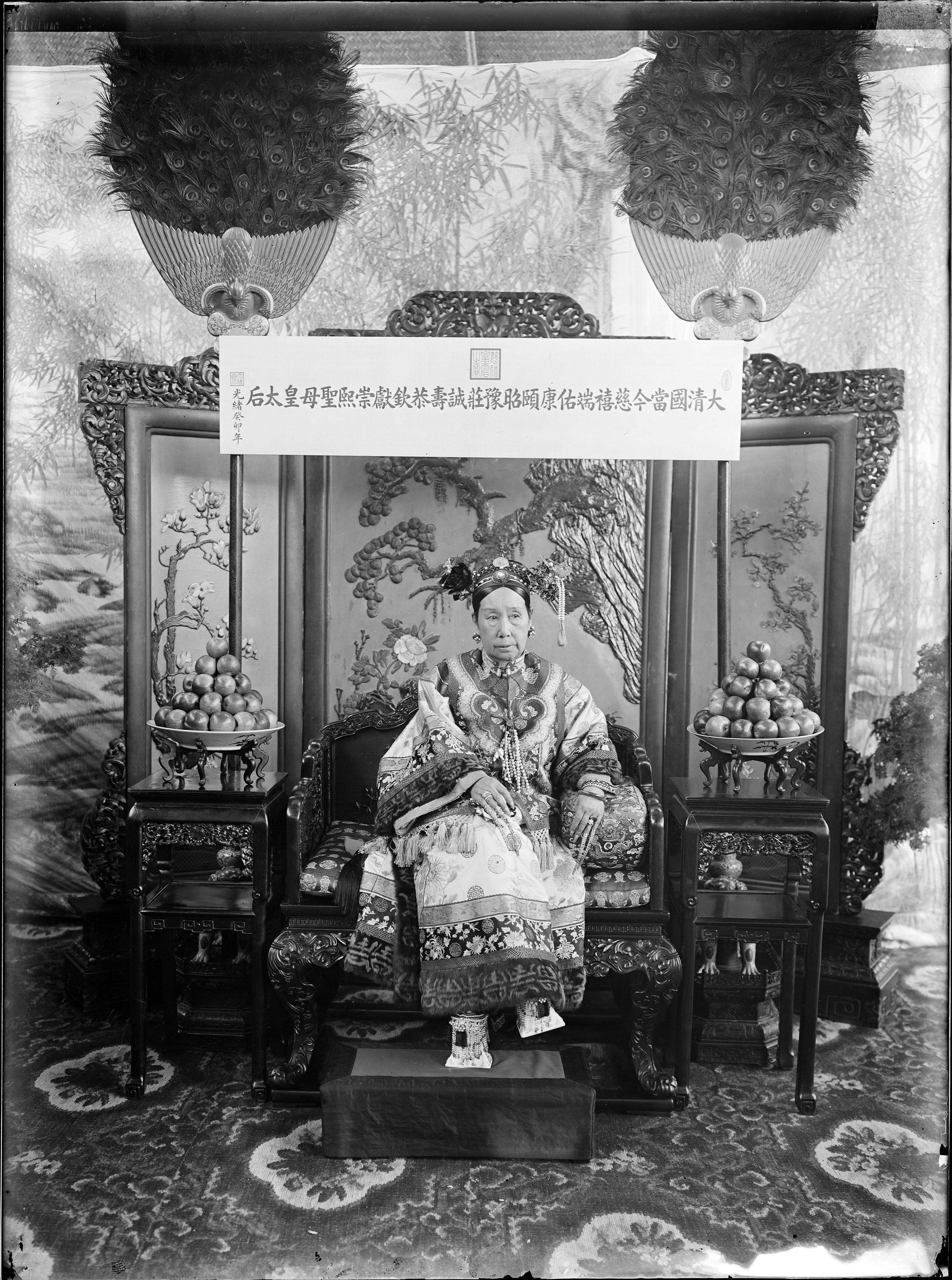
Cixi, 1900
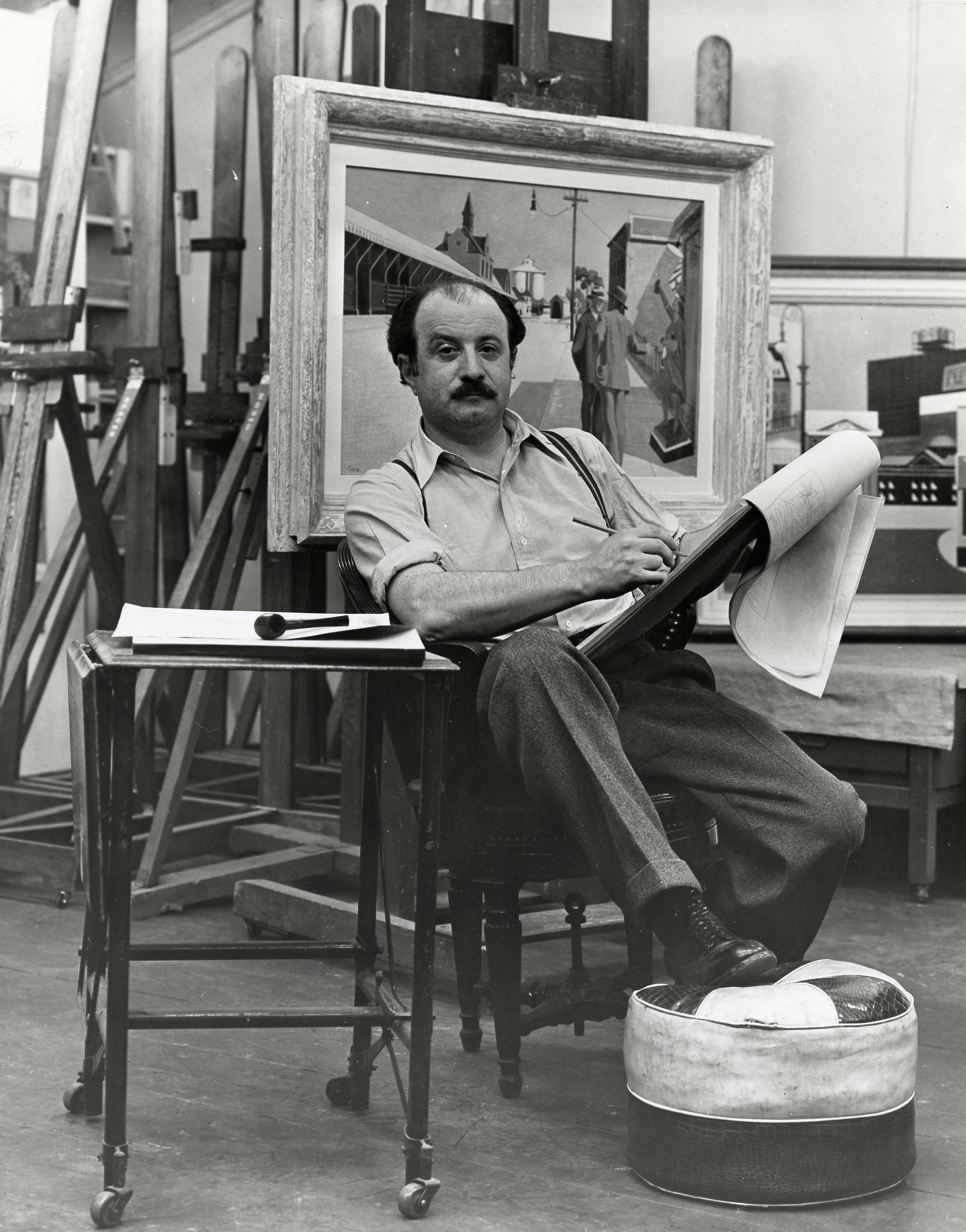
Francis Criss, 1940

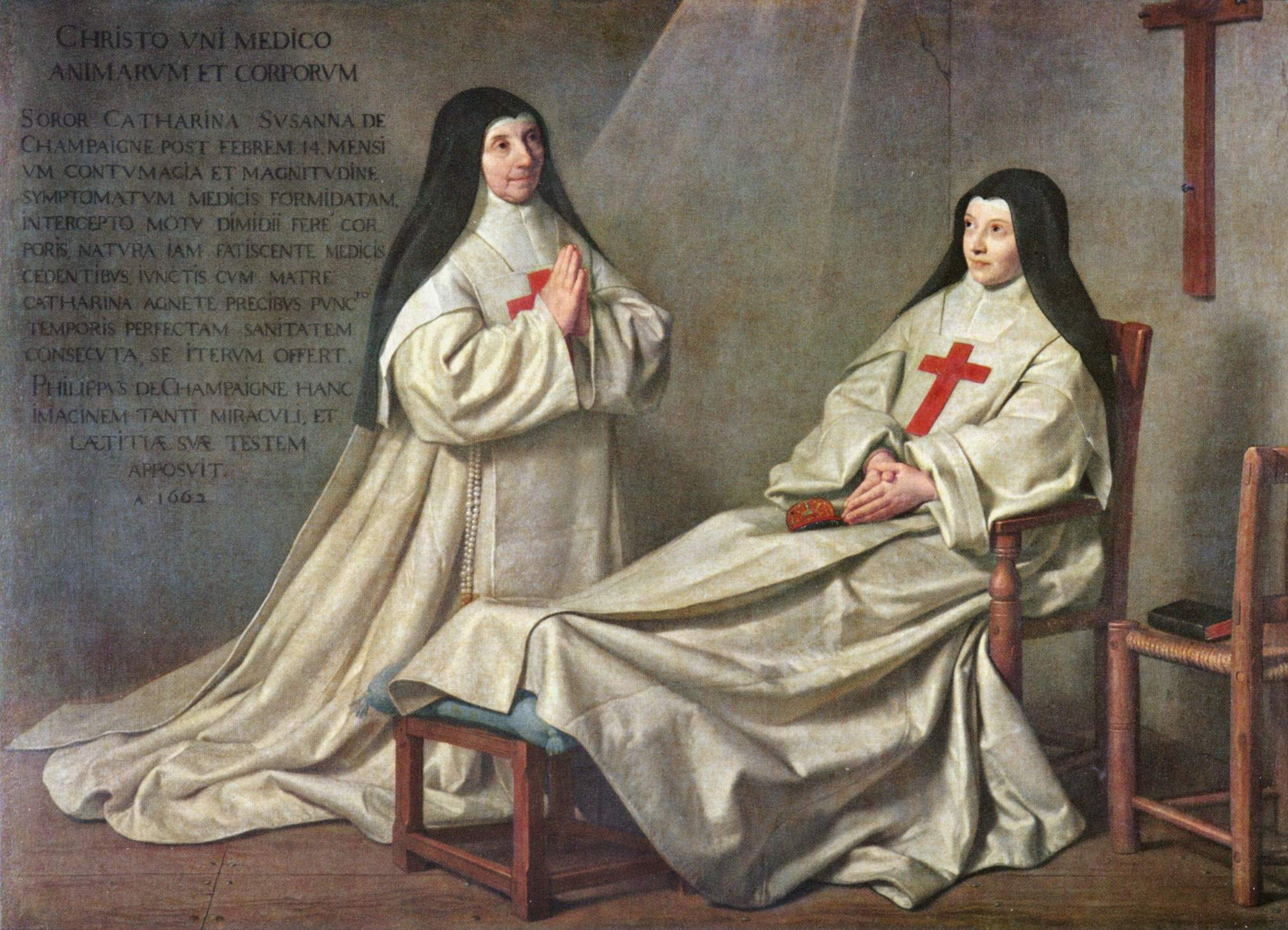
La Mère Catherine-Agnès Arnauld et la sœur Catherine de Sainte Suzanne de Champaigne, Philippe de Champaigne, 1662
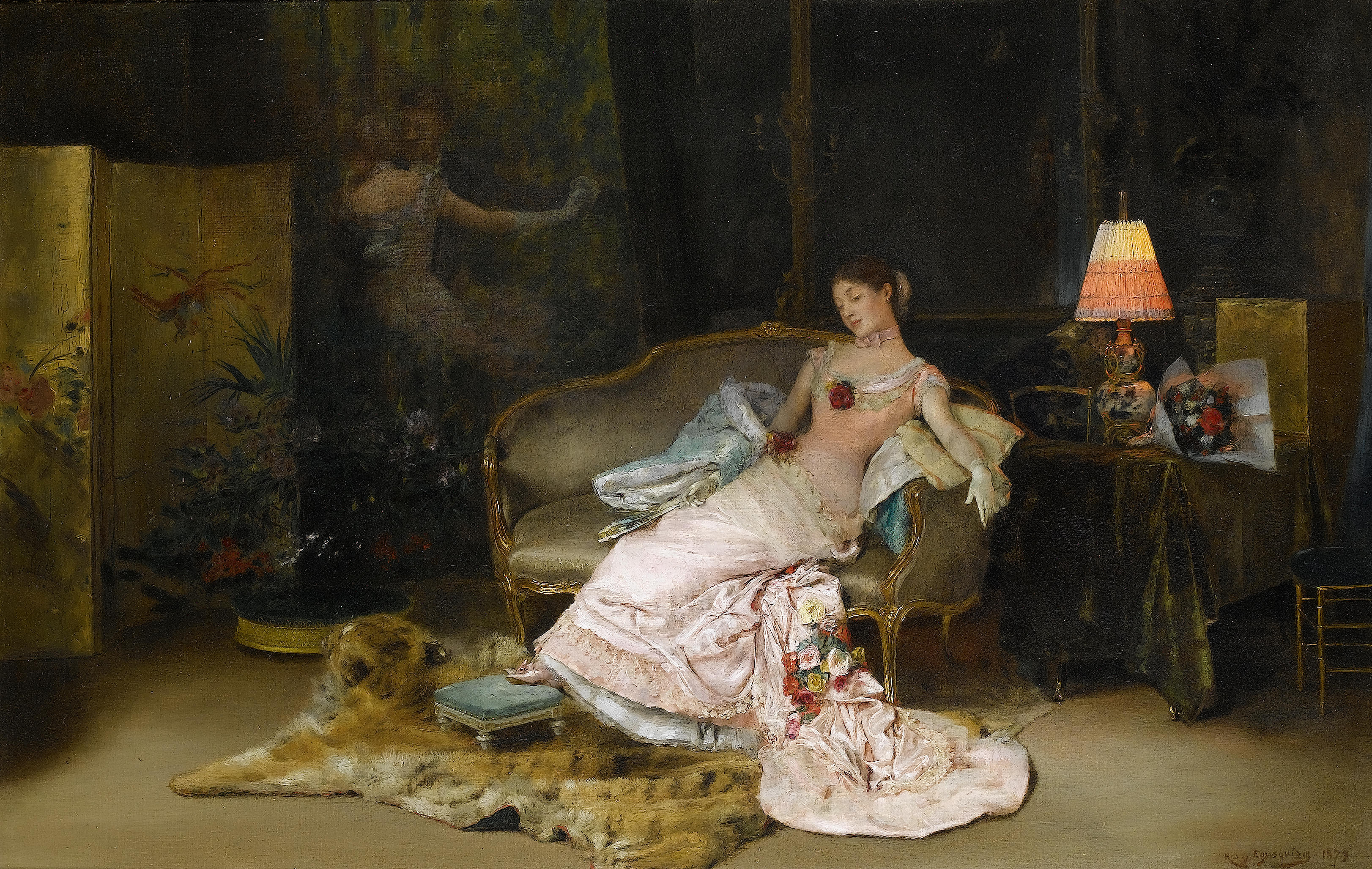
Rêverie pendant le bal, Rogelio de Egusquiza, 1879
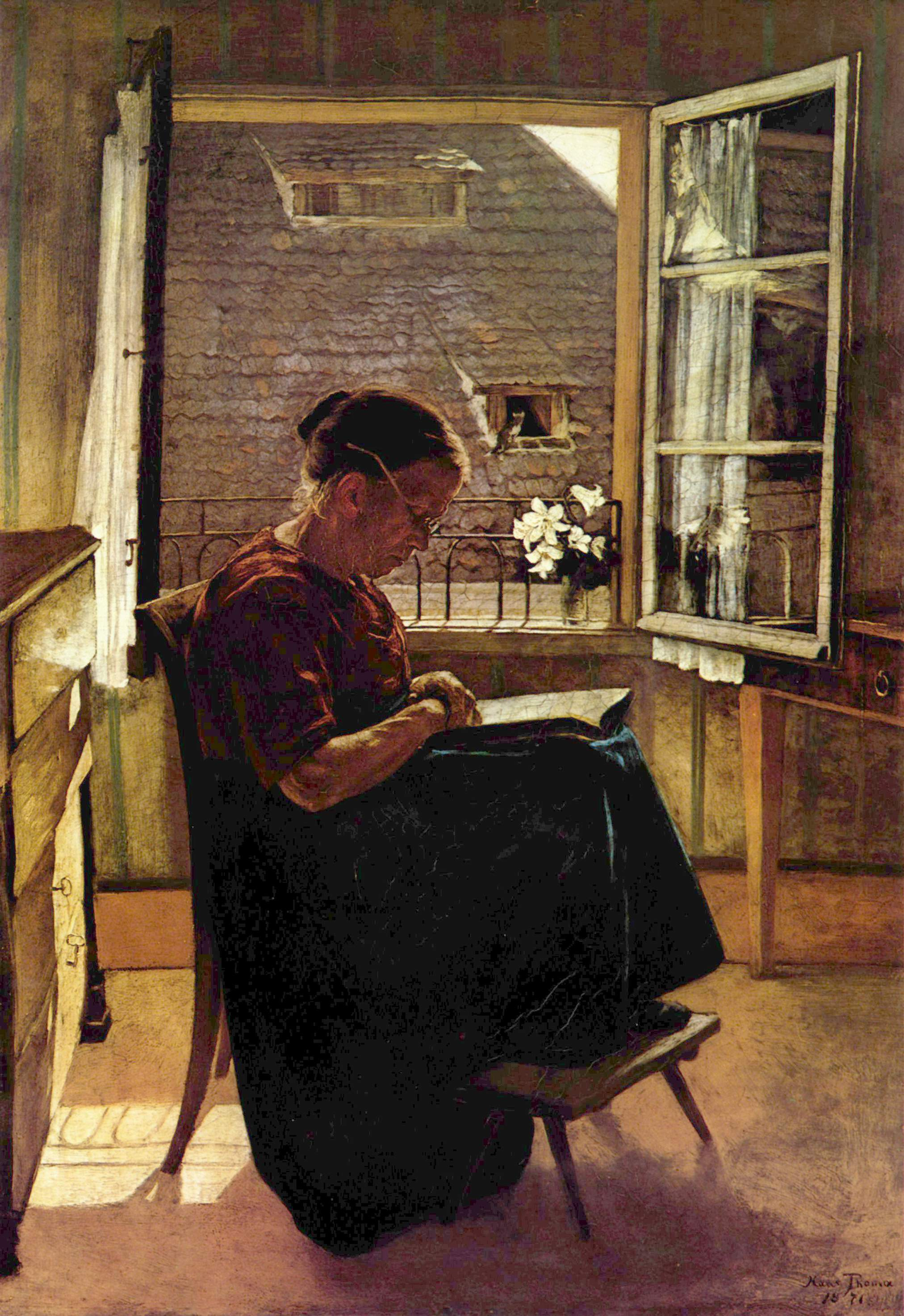
La mère de l'artiste dans le petit salon, Hans Thoma, 1870
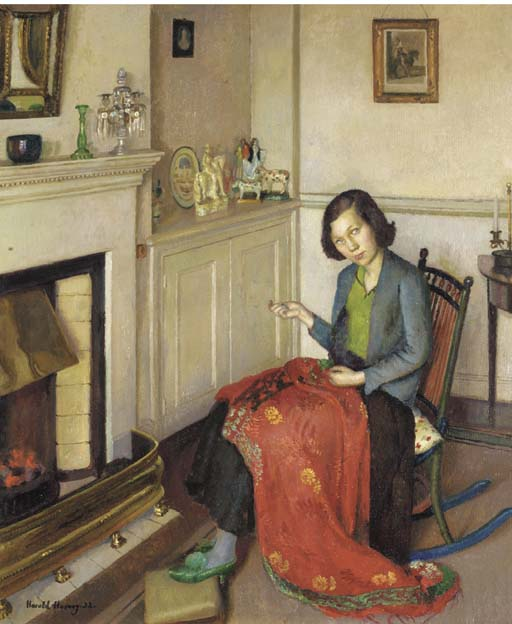
Le Châle de soie rouge, Harold Harvey (artist) (en), 1932

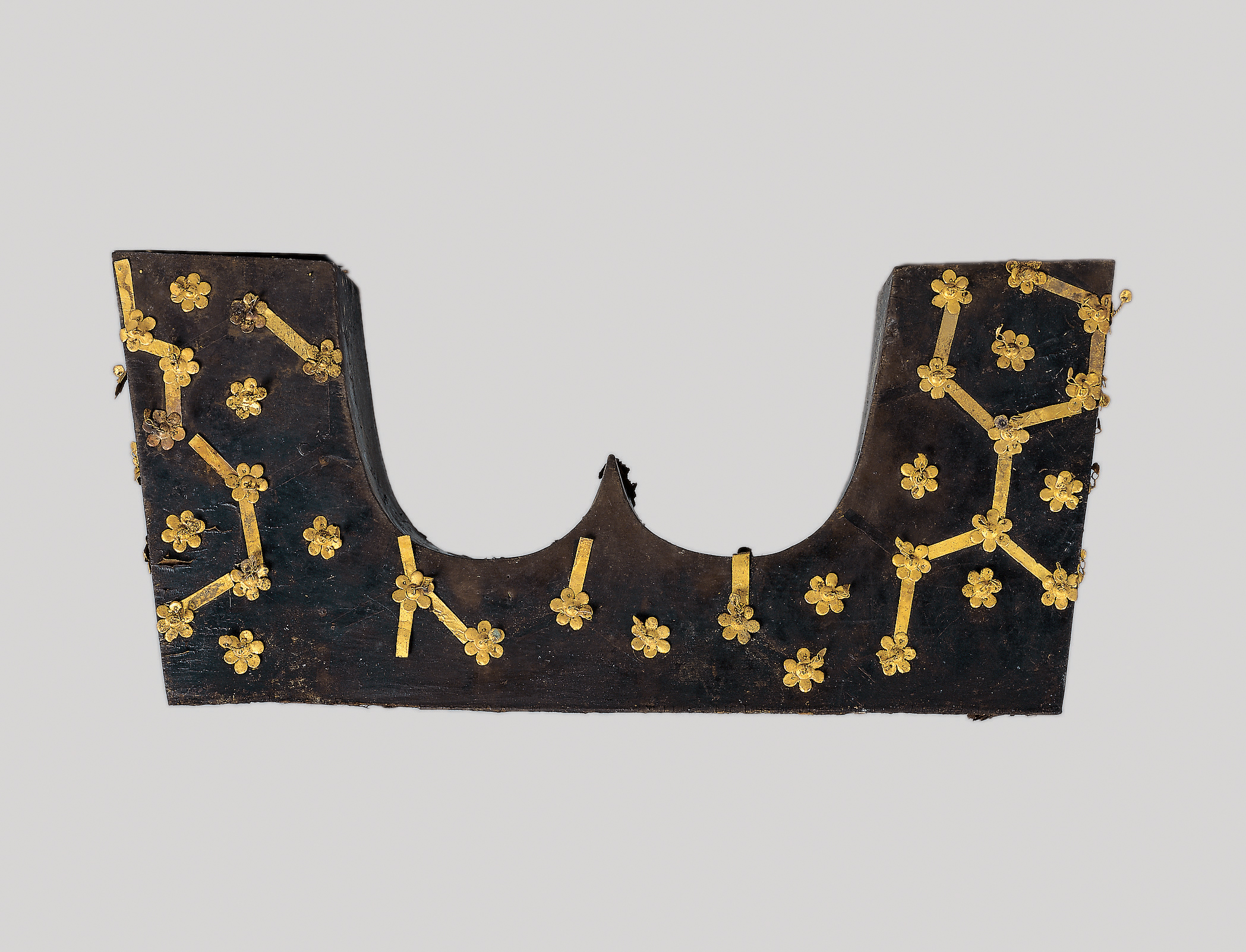
Repose-pied du roi Muryeong dans sa tombe, VIe siècle
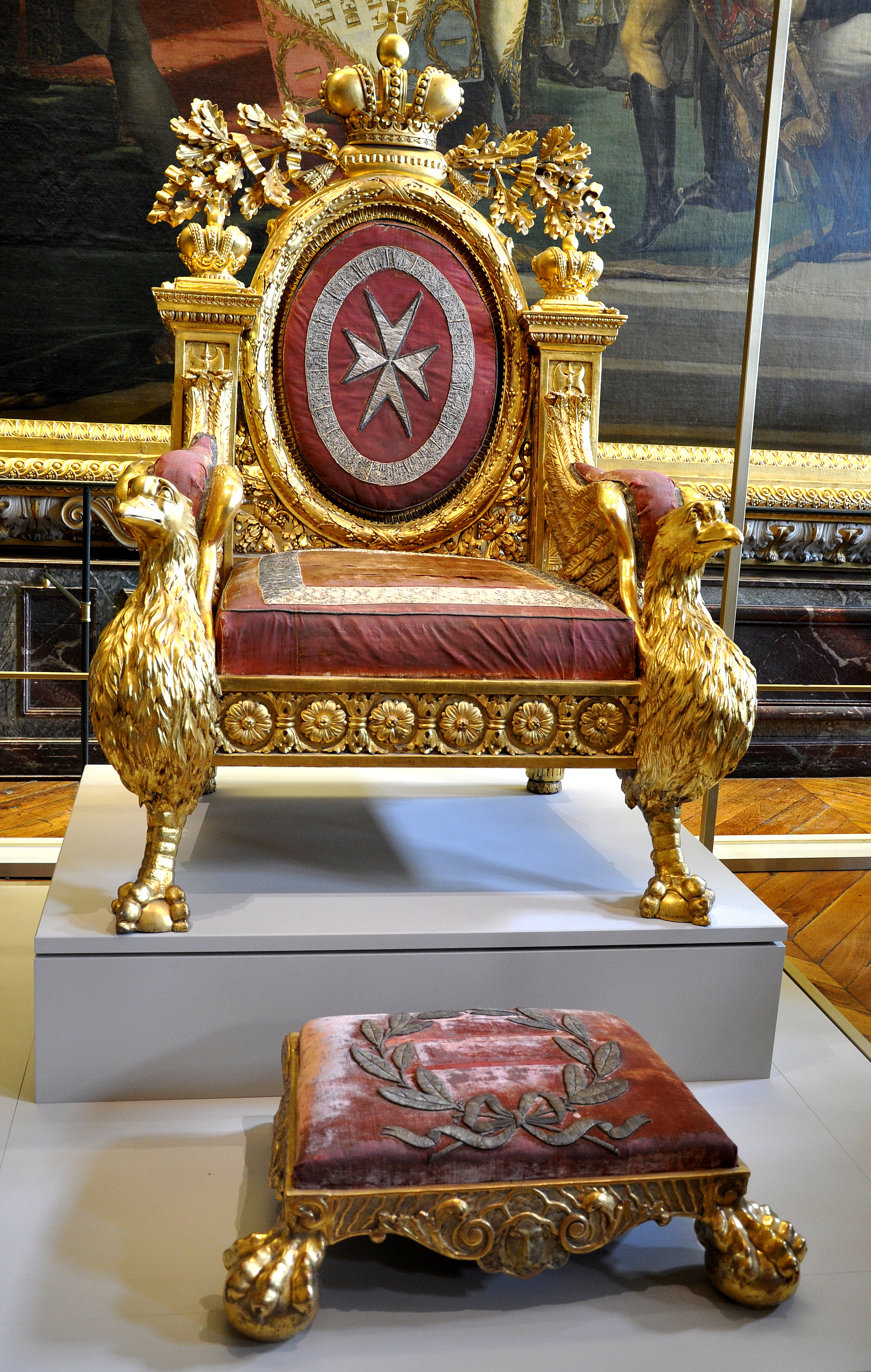
Trône de Paul Ier de Russie et son marchepied, 1800
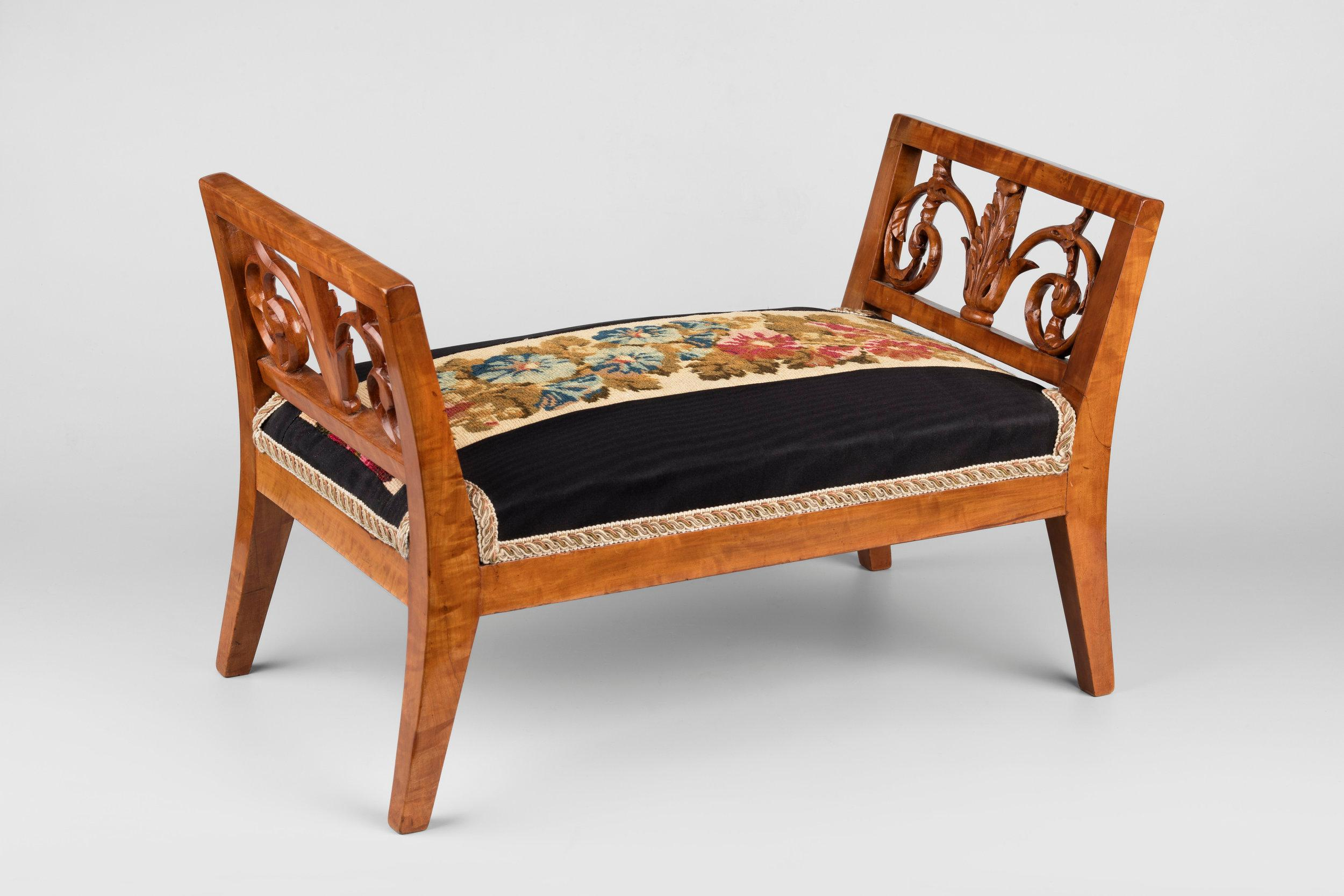
Musée National de Varsovie, 1820-1840, style Biedermeier
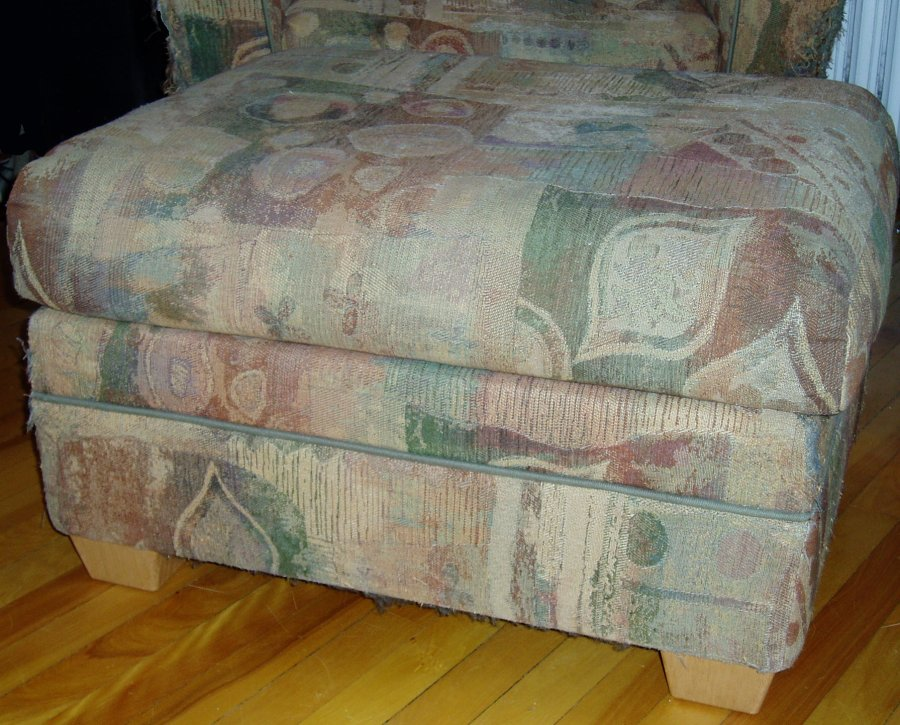
Un ottoman
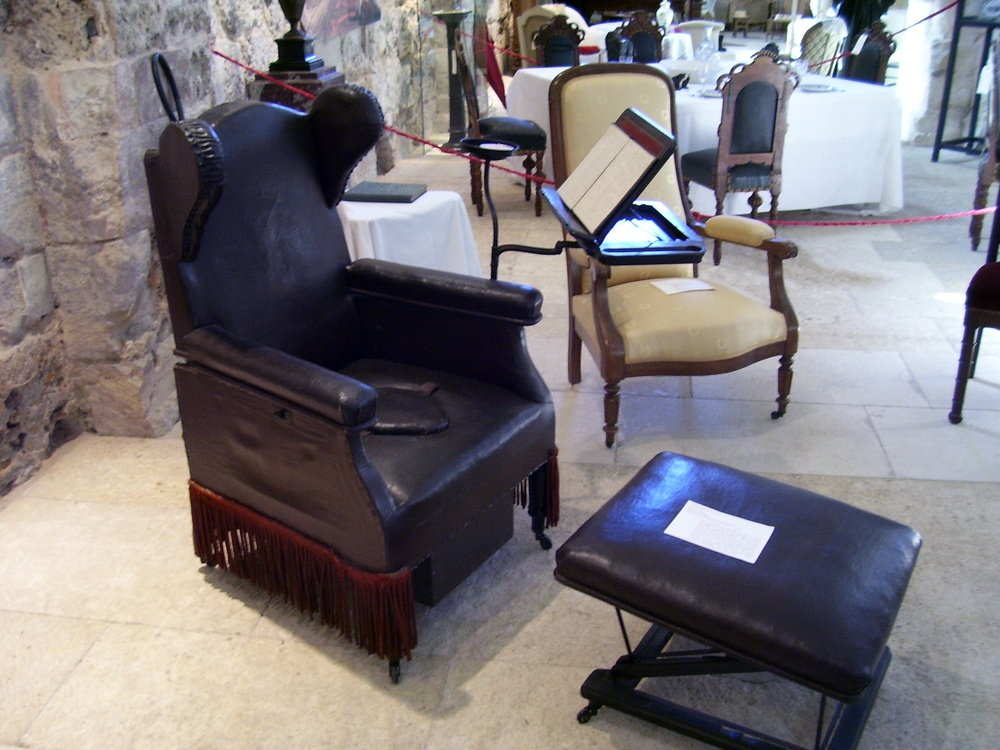
Siège de nécessité : chaise percée sur roulettes, repose-pied, pupitre et repose-chandelier. Époque Louis-Phillippe (XIXe S.), provenant de la salle du bain de Château d'Eu.

## Fonction
Ce type de repose-pied soutient les pieds d'une personne (parfois un enfant) qui n'atteignent pas le sol lorsqu'elle est assise. Le repose-pied est placé sous les pieds d'une personne assise de sorte que les pieds de cette dernière puissent reposer confortablement dessus. Un exemple est le repose-pied de piano utilisé en conjonction avec un banc de piano. Il est également utilisé pour faciliter la circulation sanguine du corps en position assise.
Un fauteuil de coiffeur et un cireur de chaussures ont des repose-pieds. Une automobile est généralement équipée d'une "fausse pédale" qui sert de repose-pieds afin d'éviter d'appuyer sur l'embrayage ou sur le frein. Un repose-pied est un autre type de repose-pieds que l'on trouve généralement sur les bicyclettes BMX, les motos, le tracteur Ford série N, certains kayaks, etc.

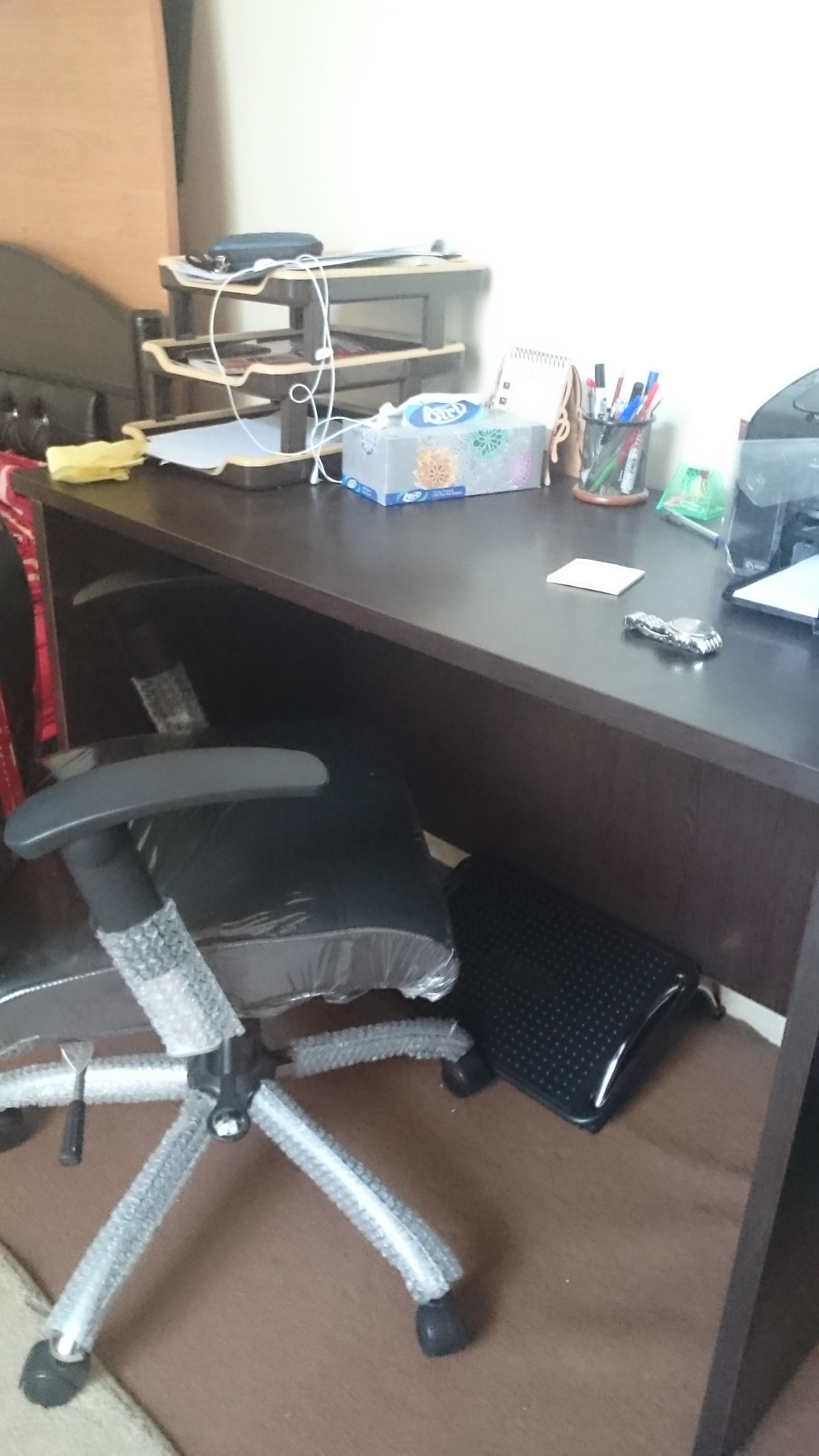
Chaise de bureau et son repose-pied
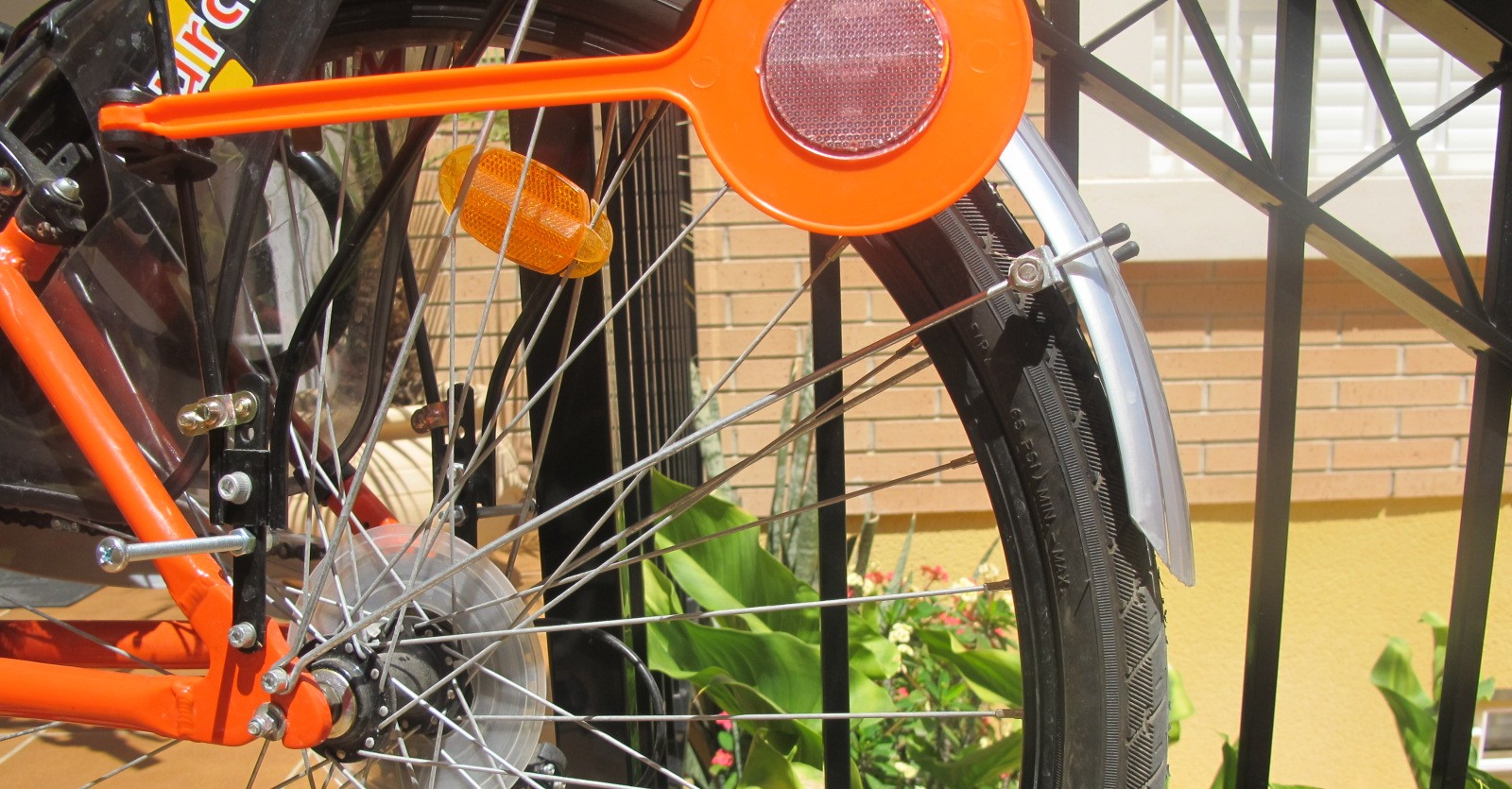
Repose-pied sur un vélo
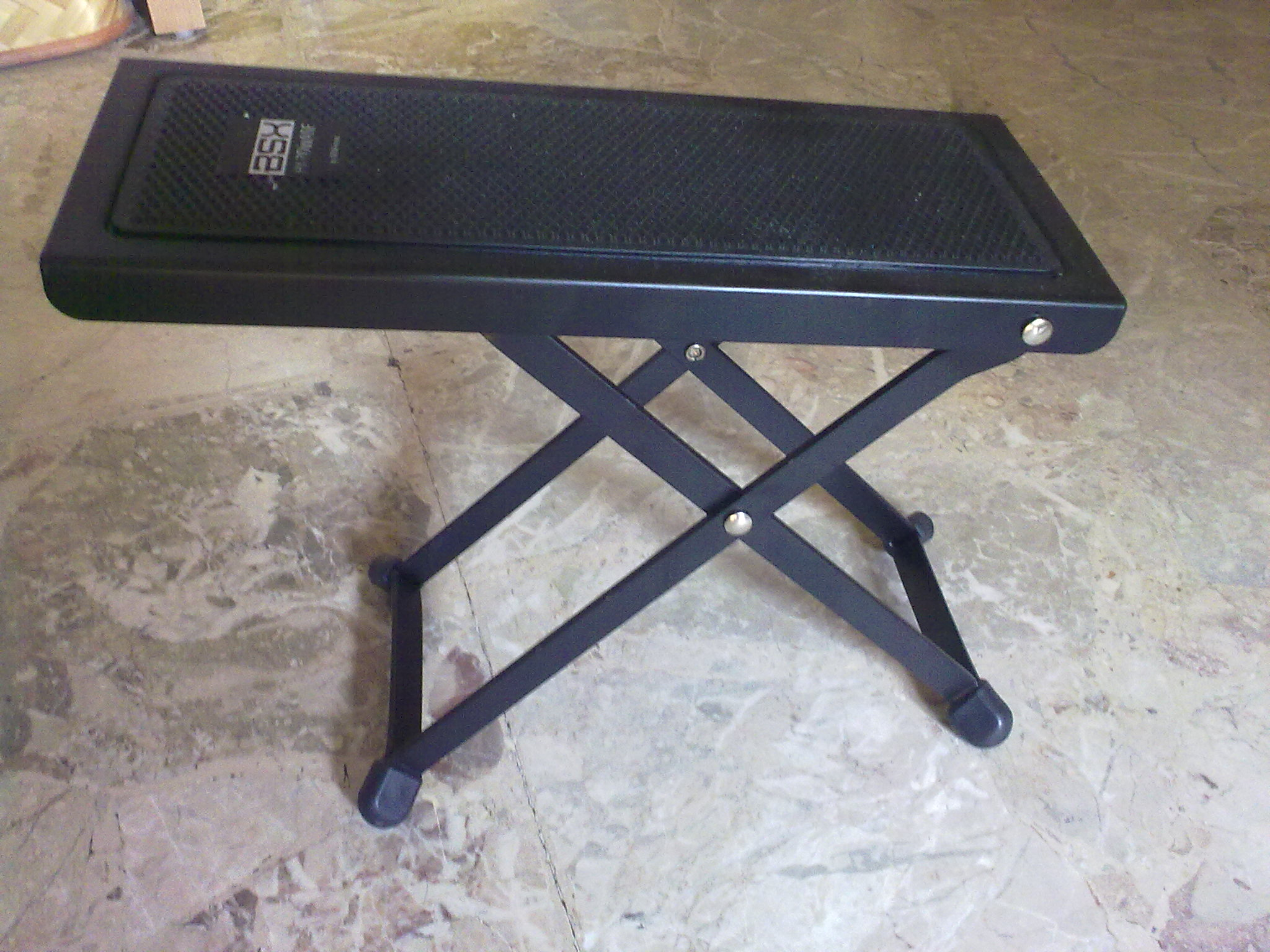
Repose-pied pour pratique de la guitare